# Gordon (Georgia)
Gordon es un pueblo ubicado en el condado de Wilkinson en el estado estadounidense de Georgia. En el censo de 2000, su población era de 2.152.

## Demografía
En el 2000 la renta per cápita promedia del hogar era de $32,891, y el ingreso promedio para una familia era de $39,189. El ingreso per cápita para la localidad era de $13,771. Los hombres tenían un ingreso per cápita de $33,661 contra $20,968 para las mujeres.

## Geografía
Gordon se encuentra ubicado en las coordenadas 32°53′9″N 83°20′7″O / 32.88583, -83.33528 (32.885845, -83.335354).
Según la Oficina del Censo, la localidad tiene un área total de 14,2 km² (5,5 mi²), de la cual 14 km² (5,4 mi²) es tierra y 0,2 km² (0 mi²) (0.10%) es agua.